# 藤本記子
藤本 記子（ふじもと のりこ、本名：福冨 記子〈ふくとみ のりこ、旧姓：藤本〉、1979年4月26日 - ）は、日本のシンガーソングライター、作詞家、作曲家、ボーカルトレーナー。

## 人物
大阪府大東市出身。
2003年、キングレコードよりユニット『Boh Bah』でメジャーデビュー。
夫の福富雅之と共同で、音楽制作集団『Nostalgic Orchestra』で楽曲の製作を行っている。
2018年よりリスナーと共に「音の学びを通して音の楽しさを知る」をコンセプトにした音学イベント『キノコ音学校』を主催。
2021年8月にキノコプラス合同会社を設立（代表：福富雅之）

## ディスコグラフィー
Boh Bah
- Single『名もなき花』 2003年2月26日リリース。
「名もなき花」「すれ違い」「あなたへありがとう」

藤本記子
- Album『LOVE SONG』 2007年10月リリース。
「ONE」「太陽（ひかり）」「月下美人」「プロローグ」「涙の扉」「星が降る丘へ」
（「星が降る丘へ」は、香川県の結婚式場「サン・アンジェリーナ」のCMソングとしてテレビ放送中）
- Album『Love Letters』 2009年10月リリース。
「なぜこんなに好きなんだろう」「シークレット」「好き」「サヨナラ」「リモーネ」「あいことば」「三十路娘のマーチ」「ブーケ」

## 楽曲提供
アニメ・ゲーム作品等
- アイドルマスター ミリオンライブ!

「嘆きのFRACTION」（作詞・作曲）
「カワラナイモノ」（作曲）
「あのね、聞いてほしいことがあるんだ」（作詞・作曲）
「GREEDY GIRL」（作詞・作曲）
「恋花」（作詞）
「空想文学少女」（作詞）
「君だけの欠片」（作詞・作曲）
「Just be myself!!」（作詞）
「求ム VS マイ・フューチャー」（作詞・作曲）
「ジレるハートに火をつけて」（作詞）
「ホントウノワタシ」（作詞）
「Birth of Color」（作詞）
「ドリームトラベラー」（作詞・作曲）
「星屑のシンフォニア」 （作詞）
「夕風のメロディー」（作詞）
「Birth of Color」（作詞）
「ハルカナミライ」（作詞）
「アライブファクター」（作詞・作曲）
「たしかな足跡」（作詞・作曲）
「Dreamscape」（作詞・作曲）
「ゲキテキ！ムテキ！恋したい！」（作詞・作曲）
「リフレインキス」（作詞・作曲）
「ハミングバード」（作詞・作曲）
「たんけんぼうけん☆ハイホー隊」（作詞）
「はなしらべ」（作詞・作曲）
「Princess Be Ambitious!!」（作詞）
「UNION!!」（作詞）
「WE ARE ONE!!」（作詞・作曲）
「Hearty!!」（作詞）
「スノウレター」（作詞）
「Girl meets Wonder」（作詞・作曲）
「百花は月下に散りぬるを」
「矛盾の月」（作詞・作曲）
「クルリウタ」（作詞）
「MUSIC JOURNEY」(作詞)
「Do the IDOL!!〜断崖絶壁チュパカブラ〜」（作詞）
「Dual Style Idol」（作詞）
「Clover's Cry ～神と神降ろしの少女～」（作詞・作曲）
「Contrastet」（作詞）
- おしりたんてい

「ププッとフムッとかいけつダンス」（作詞）
「TSUME」（作詞）
「コズっとなぞとき！ハテナビゲーション」（作詞）　*「おしりたんていコズミックフロント」主題歌
「なんたってDreaming！」（作詞）*「映画おしりたんてい スター・アンド・ムーン」
「おしりたんてい音頭 ～ププッとフムッとかいけつダンス～」（作詞）
- 学園ベビーシッターズ

「おしえてョ」（作曲）
- ガールズ&パンツァー

「Queen of Quality Season」（作曲）
- TVアニメ機動戦士ガンダムAGE

「HOME HEART」（作曲）
- キラキラ☆プリキュアアラモード

「レッツ・ラ・クッキン☆ショータイム」（作詞・作曲）
「ダイスキにベリーを添えて」（作詞）
「CAT MEETS SWEETS」（作詞）
「おっかしーなパティスリー」（作詞・作曲）
「愛とときめきのマカロナージュ」（作詞・作曲）
「はらぺこ☆ハピデコ♡ドーナツ」（作詞・作曲）
「からめるでいず」（作詞・作曲）
「レッツ・ラ・クッキン☆ショータイム〜キラキラ☆パティスリー・バージョン〜」（作詞・作曲）
「パープルテイルは知っている」（作詞）
「ススメ！スイーツウェイ」（作詞・作曲）
「ウサギフト」（作詞・作曲）
「We're KIRA Party!!」（作詞・作曲）
- 映画 キラキラ☆プリキュアアラモード パリッと!想い出のミルフィーユ!

「トレビアンサンブル」（作詞）
- TVアニメ繰繰れ! コックリさん

「NO 麺 NO LIFE!!〜能面のライフ〜」（作曲）
- TVアニメ月刊少女野崎くん

「君の瞳に怯えてる」（作詞・作曲）
- 三者三葉

「マヨってTo Heart！」（作曲）
- スター☆トゥインクルプリキュア

「キラリ☆彡スター☆トゥインクルプリキュア」（作詞・作曲）
「Starry Story」（作詞）
- 聖剣伝説

「終わりなき愛」 （作詞）
- せいぜいがんばれ!魔法少女くるみ

「プリマエンジェル 友情のテーマ」（作曲・編曲）
- TVアニメのうりん

「君と*にゅう*DAY♡」（作曲）
- のんのんびより

「おゆうぎするん〜あわれぽんぽこ節〜」（作詞・作曲）
「エバーグリーンサマー」（作詞・作曲）
「にゃんぱす行進曲」（作詞・作曲）
「センチメンタルに憧れて」（作詞・作曲）
「ヤルキガナイヤ」（作詞・作曲）
「レター・フロム・マイ・カントリー」（作詞・作曲）
「姉妹ライフトーキング」（作詞・作曲）
「となりっこいなかっこ」（作詞・作曲）
- 灰と幻想のグリムガル

「おっきめどりいむ」（作曲）
- ばくおん!!

「夕焼けロードウエイ」（作詞）
「MY PINK BUDDY」（作詞）
- HUGっと!プリキュア

「We can!! HUGっと!プリキュア」（作詞）
「フレフレ！アイム・ア・チアリーダー!!」（作詞）
「イマージュの翼」（作詞・作曲）
「We can!! HUGっと！プリキュア(Long Intro ver.)」（作詞）
「ハグはぎゅマジック」（作詞・作曲）
「おどろきカンゲキ☆ドンとハリー！」（作詞・作曲）
「キミとともだち」（作曲）
「キミとともだち（One For All, All For One Ver.）」）（作曲）
- ヒーリングっど♥プリキュア

「LOVE FOR ALL」（作詞・作曲）
「エビバディ☆ヒーリングッデイ！」（作詞）
- TVアニメ干物妹!うまるちゃん

「そいだばね」（作曲）
「いつかきっと」（作曲）
- ぷちます! -PETIT IDOLM@STER-

「LOOK THE SKY」（作曲）
- プロジェクト東京ドールズ

「AnotherDreamer」（作詞）
「イデオ」（作詞）
- 魔法つかいプリキュア!

「憧れは魔法にのせて」（作詞・作曲）
「ドリーム☆アーチ」（作詞・作曲）
「はなまるの方程式」（作詞・作曲）
「オレンジア」（作詞・作曲）
「そらいろ」（作詞・作曲）
「キラメキふたつ星」（作詞・作曲）
- 映画 魔法つかいプリキュア! 奇跡の変身!キュアモフルン!

「ふたつのねがい」（作詞・作曲）
「手のひらのおくりもの」（作詞・作曲）
- TVアニメ未確認で進行形

「Eternal My Sister」（作曲）
- 冤罪執行遊戯ユルキル

「Black Innocence」（作詞）
「おのれにはなむけ」（作詞）
- ワンド オブ フォーチュン 2 FD

「プリズムタイム」（作詞・作曲）
「奇跡」（作詞）
「Cross my heart」（作詞）

アーティスト
- ARCANA PROJECT

「Re:JUDGEMENT」（作詞）
- 伊藤かな恵

「くりかえして」（作曲）
- 今井麻美

「Greige」（作詞・作曲）
- 小野大輔

「Key of the mirror（inst.）」（作曲）
「プルマ・シエロ」（作詞・作曲）
「カラフルレンズ」（作詞・作曲）
- さくら学院

「WONDERFUL JOURNEY」 （作詞・作曲）
- StylipS

「カフェモカ・サイド」 （作詞）
- 高塚智人

「僕らのアンサー」（作詞・作曲）
「My words of love」（作詞・作曲）
- 田所あずさ

「残存エレジー」（作詞）
「スキライ」（作詞）
- 中西圭三

「アカシアの咲く頃に」（作詞）
- 渕上舞

「Cute♡Appeal」（作曲）
- LAVILITH

「365番目のエピローグ」（作詞）
- ゆうちゃのゆう遊自的

「スケッチステッチ」（作詞作曲／編曲*福富と共同）
- 映画 「パートナーズ」劇中歌 （作詞）

- 帝国劇場「DREAM BOYS」 劇中歌 （作詞）

## ボーカル・コーラス参加作品
- 深沢剛（ハーモニカ奏者） Album『ハピネス 〜Happiess on the corner〜』
「シシリエンヌ」（コーラス）
- 伊藤賢治 Album『Eternal Melodies』
「心のたからばこ」（コーラス） 〈ボーカル：太田裕美〉
- 玉木宏 single『抱きしめたい』
「君へと」 （コーラス）
- RUDEBWOY FACE
「Skit 〜MAGNUM BABY〜」（スキャット）
「REGGAE REGGAE」（コーラス）
- MISON-B
「SWEET BABY」 （コーラス&コーラスアレンジ）
- 『FLAVOR presents JAPANESE LOVERS REGGAE』（ボーカル）
「ここでキスして。」
「つつみ込むように…」
「Missing」
- アイドリング!!! （コーラス）
「台場の恋の物語」
「トキメキ DREAMィング!!!」
「レモンドロップ」
「遥かなるバージンロード」
- HASE-T presents『REGGAE GOLD MINE Vol.3』 Disc2
「ここでキスして。」（ボーカル）
- J-POPカバーコンピレーションAlbum 『Runnings』
「マスタッシュ」（ボーカル）
- イオンモール販促用ボサノバカバー／ボーカリストで参加
- アルトネリコ3（コーラス）
「風標」
- 武井咲（コーラス）
「恋スルキモチ」
「明日へ」
※ミュージックステーションにもコーラスで出演
- RUEED（コーラス）
Album『SCENARIO』「DON'T SAY GOOD NITE」「HAZY」
- TVアニメ桜Trick（ボーカル）
「お昼休み（ハナビラヒラリ）」※第6話挿入歌
-  『PETIT IDOLM@STER Twelve Campaigns!』キャラクターソング
「Q&A」（コーラス）
- モンスターハンター（コーラス）
ニンテンドー3DS用ソフト『モンスターハンタークロス』「目覚め」「ポッケ村」
Album『MONSTER HUNETR X オリジナル・サウンドトラック』「目覚め」「ポッケ村」
- 聖剣伝説
Album『Re:Birth/聖剣伝説 伊藤賢治アレンジアルバム』
「マナの使命」（コーラス）
「終わりなき愛」（ボーカル）
『SQUARE ENIX Presents 聖剣伝説LIVE 〜Echoes of Mana〜』＠中野サンプラザ （ボーカル）
- THE IDOLM@STER（コーラス）
「祈りの羽根」
「シルエット」
「オーディナリィ・クローバー」
- ウマ娘 プリティーダービー（コーラス）
「大好きのタカラバコ」
「Make debut!」OP主題歌
「グロウアップ・シャイン！」ED主題歌
「Special Record!」
「Find My Only Way」
「BNWの誓い」
「Enjoy and Join」
- 戸松遥（コーラス）
「Q&A リサイタル！」
「Issai Gassai」
「Get you ! !」
「Fan Fun Parade」
「アテンション☆プリ〜ズ」
「STEP A GO! GO!」
「BIG WAVE」
「bookmark」
「オレンジレボリューション」
「約束♡ダーリン」
- 豊田萌絵（コーラス）
Album『#もえし10周年』「ロマンティック 浮かれモード（Cover)」